# 유집수와 무집수
불교 용어인 유집수(有執受, 산스크리트어: upātta)는 사람(유정)의 몸 중에서 감각이 있는 부분을 말하고, 무집수(無執受, 산스크리트어: anupātta)는 머리카락이나 손톱처럼 몸 중에서 감각이 없는 부분을 말한다. 한편, 불교에서는 호흡(숨, 즉, 들숨과 날숨)도 몸에 속한 것으로 보는데, 숨은 무집수에 속한다. 숨을 몸에 속한 것으로 보기 때문에, 불교의 4념처 수행에서, 호흡을 관찰하는 수행인 지식념 또는 수식관이 법념처가 아닌 신념처에 속한다. 
보다 엄밀하게 정의하자면, 유집수는 심법(心法: 마음)과 심소법(心所法: 마음 작용)이 함께 집지(執持) · 포섭(包攝)하여 의처(依處), 즉 소의(所依: 도구, 감각 기관)나 경계(境界: 대상)로 삼는 색(色, 물질)을 가리킨다. 반면, 무집수는 이러한 뜻이 없는 색(色, 물질)을 말한다. 달리 말하면, 유집수(有執受)는 현재 시점에서 마음의 지각작용, 즉 5온 중 수온(受蘊: 지각작용)의 소의(所依: 도구, 감각 기관)나 경계(境界: 대상)가 되어 있는 것을 말한다. 그리고 무집수(無執受)는 현재 시점에서 마음의 지각작용, 즉 수온의 소의나 경계가 되어 있지 않은 것과 될 수 없는 것을 말한다.

## 심·심소와의 관계
《구사론》에 따르면, 심 · 심소는 유집수의 색(色, 물질)에 손해와 이익을 끼치면서 일어나고 또한 유집수의 색(色, 물질)은 그렇게 일어난 심 · 심소를 따르는 것, 즉, 서로가 손해와 이익을 함께 하는 것, 즉 서로의 힘[업력, 業力]을 증대 또는 감소시키는 것이 심 · 심소와 유집수의 색(色, 물질), 즉 심 · 심소와 해당 의처(依處: 소의와 경계, 즉 5근根과 5경境), 즉  소의(所依: 도구, 감각 기관, 즉 5근根)나 경계(境界: 대상, 즉 5경境) 간에 일어나는 본질적인 상호작용이다.
예를 들어, 심 · 심소가 특정한 경계(境界: 대상)를 대상으로 해당 소의(所依: 도구, 감각 기관)에 의지하여 즐거움과 기쁨을 일으켜 활발하게 될 때 해당 의처(依處)도 역시 활발하게 되고, 심 · 심소가 근심과 괴로움을 일으켜 위축(萎縮)될 때 해당 의처(依處: 5근과 5경)도 역시 위축된다. 반대로, 좋은 음식 등을 획득하여 의처(依處: 5근과 5경)가 활성화될 때 해당 심 · 심소도 역시 활발하게 되며, 나쁜 음식 등을 획득하여 위축되면 해당 심 · 심소도 역시 위축된다.
세상에서 경험하는 고 · 락 등의 감촉이 있고 이런 감촉을 바탕으로 선법(善法)의 증대(예를 들어, 선행의 기쁨이나 수행의 즐거움)나 불선법(不善法)의 증대(예를 들어, 담배 중독이나 마약 중독과 같은 집착) 등이 있는 것은 심 · 심소와 유집수의 색(色, 물질) 간의 이러한 본질적인 상호작용을 바탕으로 여러 가지 연(緣)이 감촉되어 즐거움 따위를 느끼게 되고 그에 따라 해당하는 선법(善法) 또는 불선법(不善法)의 세력, 즉 업력(業力)이 심 · 심소와 의처 모두에서 동시에 증대 또는 감소되기 때문이다.

## 18계의 유·무집수 분별
먼저, 18계(十八界)는 다음 표와 같이 구성되어 있다.
《구사론》에 따르면, 18계(界)에서 7심계(七心界) · 법계(法界) · 성계(聲界)의 9가지 계(界)는 언제나 무집수이다. 나머지 9가지 계, 즉 5색근과 색(色) · 향(香) · 미(味) · 촉(觸)의 4경(境)은 유집수가 될 때도 있고 무집수가 될 때도 있다. 5색근(色根)의 경우, 현재 시점에서의 5색근은 유집수이고, 과거와 미래 시점에서의 5색근은 무집수이다. 4경의 경우, 현재 시점에서 5색근과 함께 있는 경우 유집수이고 5색근을 떠나 있는 경우 무집수이며, 과거와 미래 시점에서의 4경은 무집수이다.
예를 들어, 심 · 심소가 의지하는 몸[身], 즉 해당 소의신(所依身)에 존재하는 것이면서도 근(根)과 화합한 것이 아닌 머리카락 · 수염 · 손톱 · 이빨 · 대소변 · 눈물 · 침 · 피 등은 현재 시점에서 존재하는 것이라 하더라도 무집수이이다. 또한 해당 소의신 밖에 존재하는 색(色) · 향(香) · 미(味) · 촉(觸)도 현재 시점에서 존재하는 것이라 하더라도 무집수이다.

## 참고 문헌
- 운허.  동국역경원 편집, 편집. 《불교 사전》. |title=에 외부 링크가 있음 (도움말)
- 세친 지음, 현장 한역, 권오민 번역. 《아비달마구사론》. 한글대장경 검색시스템 - 전자불전연구소 / 동국역경원. |title=에 외부 링크가 있음 (도움말)
- (중국어) 星雲. 《佛光大辭典(불광대사전)》 3판. |title=에 외부 링크가 있음 (도움말)